# Štěkeň
Štěkeň – miejscowość i gmina (obec) w Czechach, w kraju południowoczeskim, w powiecie Strakonice. 

## Historia
Początki wsi sięgają 1380 roku. W 1648 roku na miejsce starszej rezydencji postawiono nową ,wybudowaną w stylu wczesno barokowym. Jednak w 1784 roku fasada zamkowa musiała zostać przebudowana na styl józefiński, przez pożar. W 2022 roku miejscowość liczyła 822 mieszkańców. Położona jest nad rzeką Otava.